# Personenstandserklärung
Eine Personenstandserklärung ist eine eidesstattliche Erklärung und muss nach österreichischem Recht vor Ausstellung bestimmter amtlicher Ausweise von dem Antragsteller abgegeben werden. Das gilt etwa vor Ausstellung eines Reisepasses, Personalausweises oder eines Staatsbürgerschaftsnachweises.
Die Personenstandserklärung enthält Angaben zu
- Personal- und Kontaktdaten
- Personenstand
- Wohnsitz in Österreich
- Staatsbürgerschaft
- Eintritt in den Militärdienst eines fremden Staates